# Železniční trať Břeclav–Brno
Železniční trať Břeclav–Brno (v českém jízdním řádu pro cestující tvoří je úsek Brno–Šakvice součástí trati 251, zatímco úsek Šakvice–Břeclav je označen jako trať 252, v rámci dálkové dopravy je celý úsek Brno–Břeclav součástí tratě 002) je dvoukolejná elektrizovaná celostátní trať, součást prvního tranzitního koridoru. Trať vede z Břeclavi přes Zaječí do Brna. Jedná se o nejstarší parostrojní železnici v Česku, trať byla zprovozněna v roce 1839. Elektrizace dráhy byla provedena v roce 1967. Po trati jsou v současnosti vedeny dálkové železniční linky Ex3, R13 a R50. Obsluhována je také železničními linkami Integrovaného dopravního systému Jihomoravského kraje S3 a S51.
Trať je vybavena zabezpečovacím systémem ETCS.

## Historie
Trať z Břeclavi do Brna je nejstarší parostrojní železnicí na českém území. Úsek Brno–Rajhrad byl sjízdný již od konce roku 1838, neboť v listopadu byly na něm uskutečněny zkušební jízdy lokomotivy Moravia a v prosinci slavnostní otevření pro občasné propagační jízdy. Pravidelný provoz byl na celé trati z Břeclavi do Brna zahájen 7. července 1839, čímž navázala na dráhu z Vídně do Břeclavi, jež byla zprovozněna o měsíc dříve. Při slavnostní jízdě se ten den ve Vranovicích udála první železniční nehoda v Rakousku. Nejvýznamnější stavbou na dráze byl Vídeňský viadukt v Brně. Trať Břeclav–Brno náležela k síti Severní dráhy císaře Ferdinanda (KFNB), ovšem se zprovozněním celého spojení z Vídně do Krakova přestala být hlavním aktivem společnosti. Tím spíše, že v 70. letech 19. století vybudovala konkurenční Rakouská společnost státní dráhy (StEG) spojení z Vídně do Brna přes Hrušovany nad Jevišovkou. V 90. letech 19. století byly do trati Břeclav–Brno zaústěny čtyři nové místní dráhy: z Hodonína přes Čejč (1897), z Hustopečí (1894), z Pohořelic (1895) a ze Židlochovic (1895), z toho poslední dvě postavila přímo KFNB.
Význam jednokolejné dráhy Břeclav–Brno (pouze úsek Horní Heršpice – Brno získal v roce 1869 druhou kolej, a to díky stavbě trati do Přerova) až do roku 1918 upadal. Poté se však stala součástí hlavní železniční tratě spojující tři největší města Československé republiky. V roce 1928 došlo v Zaječí ke srážce dvou vlaků, která si vyžádala 28 obětí na lidských životech. Zdvojkolejnění se trať dočkala za první republiky v letech 1930–1936, přičemž byla upravena pro provoz motorových vozů Slovenská strela. Ty zde mohly jezdit rychlostí až 130 km/h, zatímco ostatní vlaky do 120 km/h.
Po Mnichovské dohodě byla trať na sedmi místech přerušena novou hranicí. Součástí Německé říše se staly Břeclav, Zaječí, Šakvice a Vojkovice. Po skončení druhé světové války se trať stala opět součástí spojení mezi Prahou a Bratislavou. V 50. letech 20. století se na dráze udály dvě vážné nehody (1950 v Podivíně a 1953 u Šakvic). Celá trať byla v roce 1967 elektrifikována. V 80. letech byly některé úseky experimentálně upraveny na rychlost 140 km/h, v 90. letech byla v rámci výstavby prvního koridoru rychlost zvýšena na 160 km/h. Při tom byly také všechny stanice na trati poloperonizovány.
Na úseku mezi Hrušovany a Podivínem bývají za mimořádných bezpečnostních opatření prováděny rychlostní zkoušky nových vozidel. Dne 18. listopadu 2004 zde jednotka řady 680 Pendolino vytvořila český rychlostní rekord 237 km/h, za což ale následovala pokuta Drážního úřadu, který povolil zkoušky pouze do 230 km/h.
V roce 2021 inicioval městský úřad v Hustopečích anketu o přejmenování stanice Šakvice na „Hustopeče, dolní nádraží“ nebo „Hustopeče, průmyslová zóna“. Stanice totiž leží v katastru Hustopečí, i když je od města vzdálená 4,5 km. Obyvatelé Šakvic, které leží blíže stanici, jsou proti a poukazují i na to, že Hustopeče už mají jedno nádraží v centru města, i když leží na vedlejší trati.

## Provoz (stav 2023)
Trať využívají mj. vlaky EC/rj (Berlín –) Praha – Pardubice – Brno – Břeclav – Vídeň / Bratislava (– Budapešť) v hodinovém intervalu. Dále zde jezdí ve dvouhodinovém taktu rychlíky Brno – Břeclav – Olomouc proložené ve špičce pracovních dní rychlíky Brno–Hodonín.[zdroj?]
Osobní vlaky plní funkci brněnské příměstské dopravy, v úseku z Brna do Vranovic (- Hustopeče u Brna) je ve špičce pracovního dne provoz zahuštěn až na půlhodinový interval. V úseku Tišnov - Hrušovany u Brna dokonce na interval 15 minut. Mimo špičku vlaky jezdí v intervalu 30-40 minut. Tyto vlaky jsou většinou vedeny jednotkou Moravia (řady 530 a 550); dříve typicky používané elektrické jednotky řady 560 byly staženy z provozu.[zdroj?]

## Stanice a zastávky

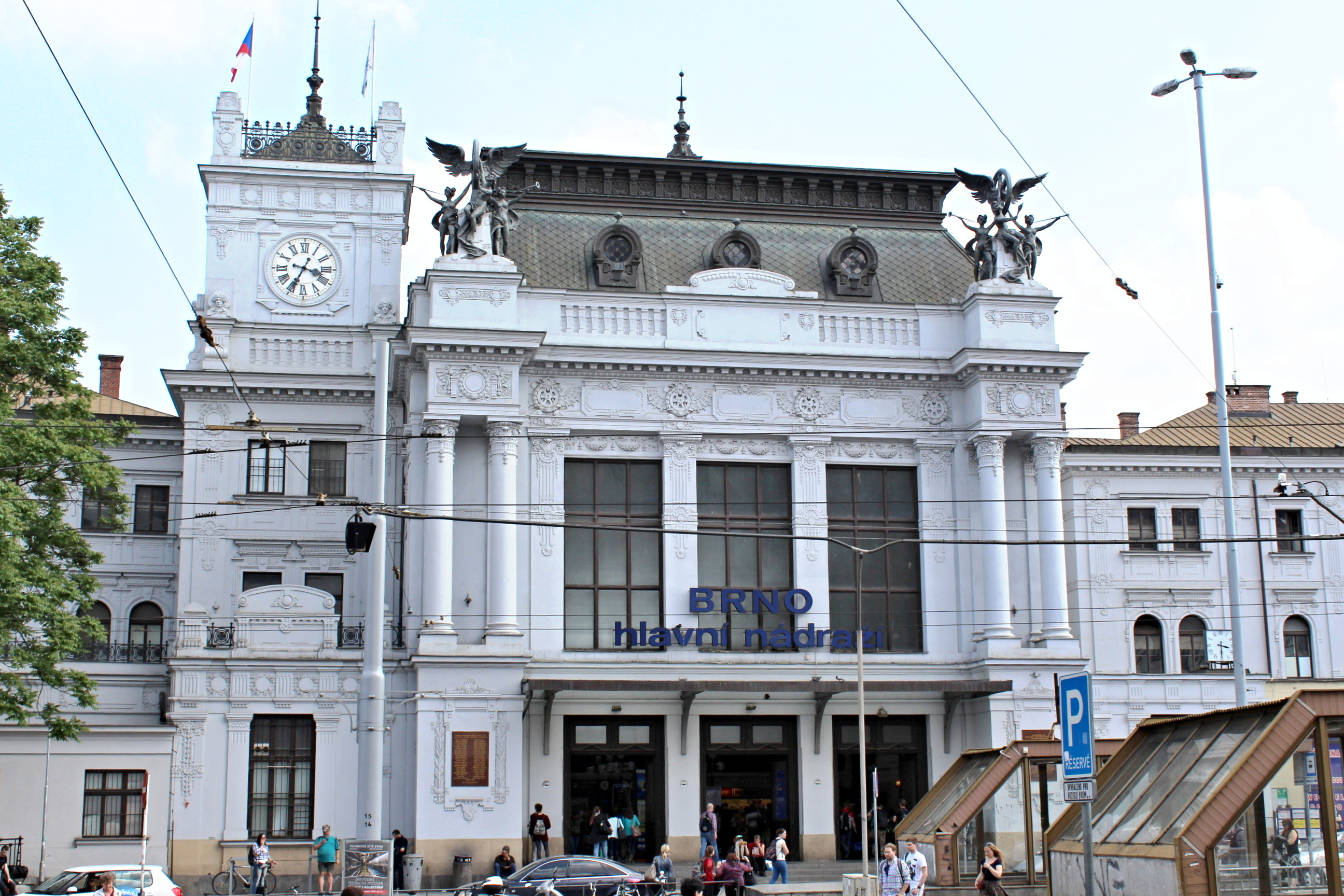
Brno hlavní nádraží
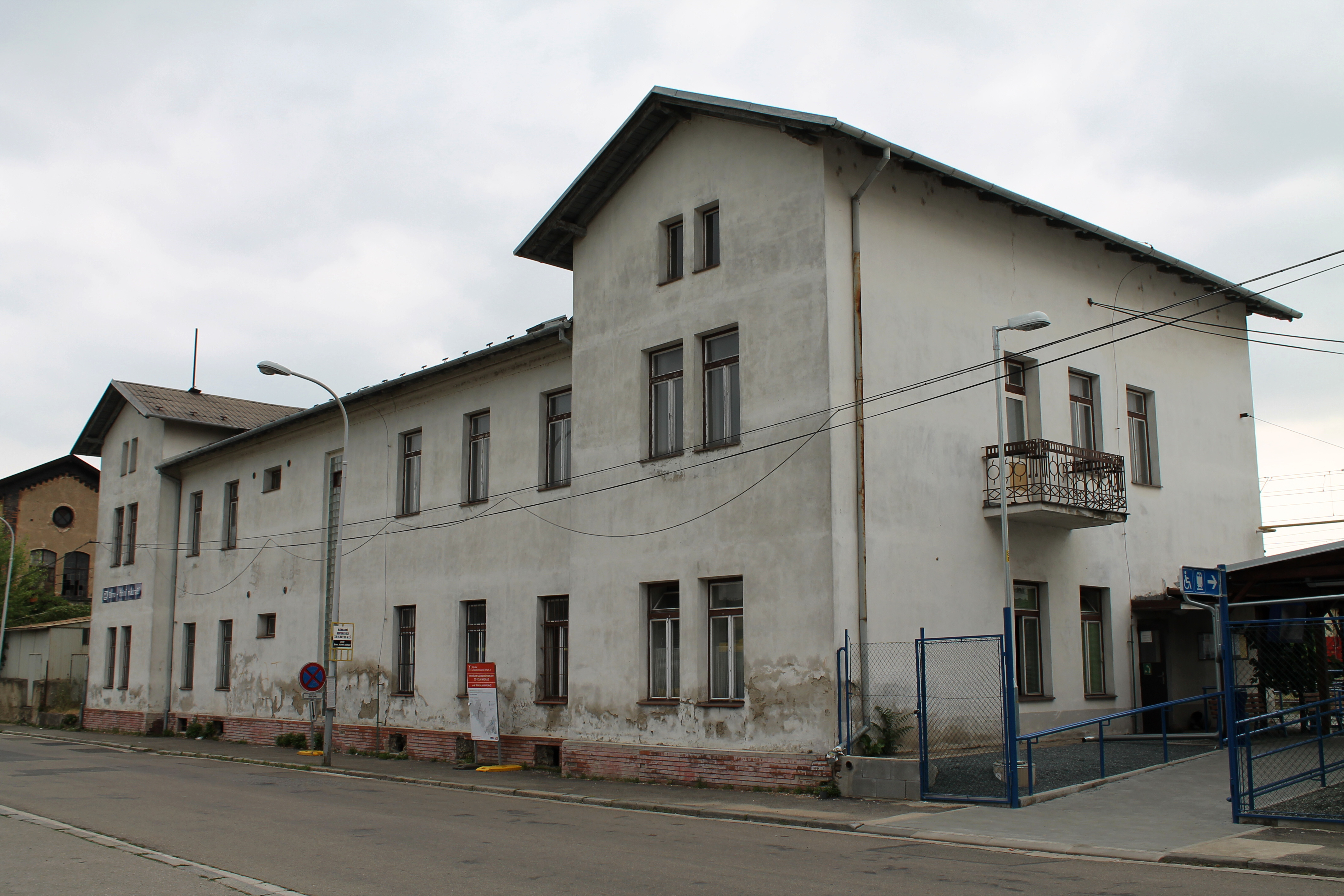
Brno dolní nádraží
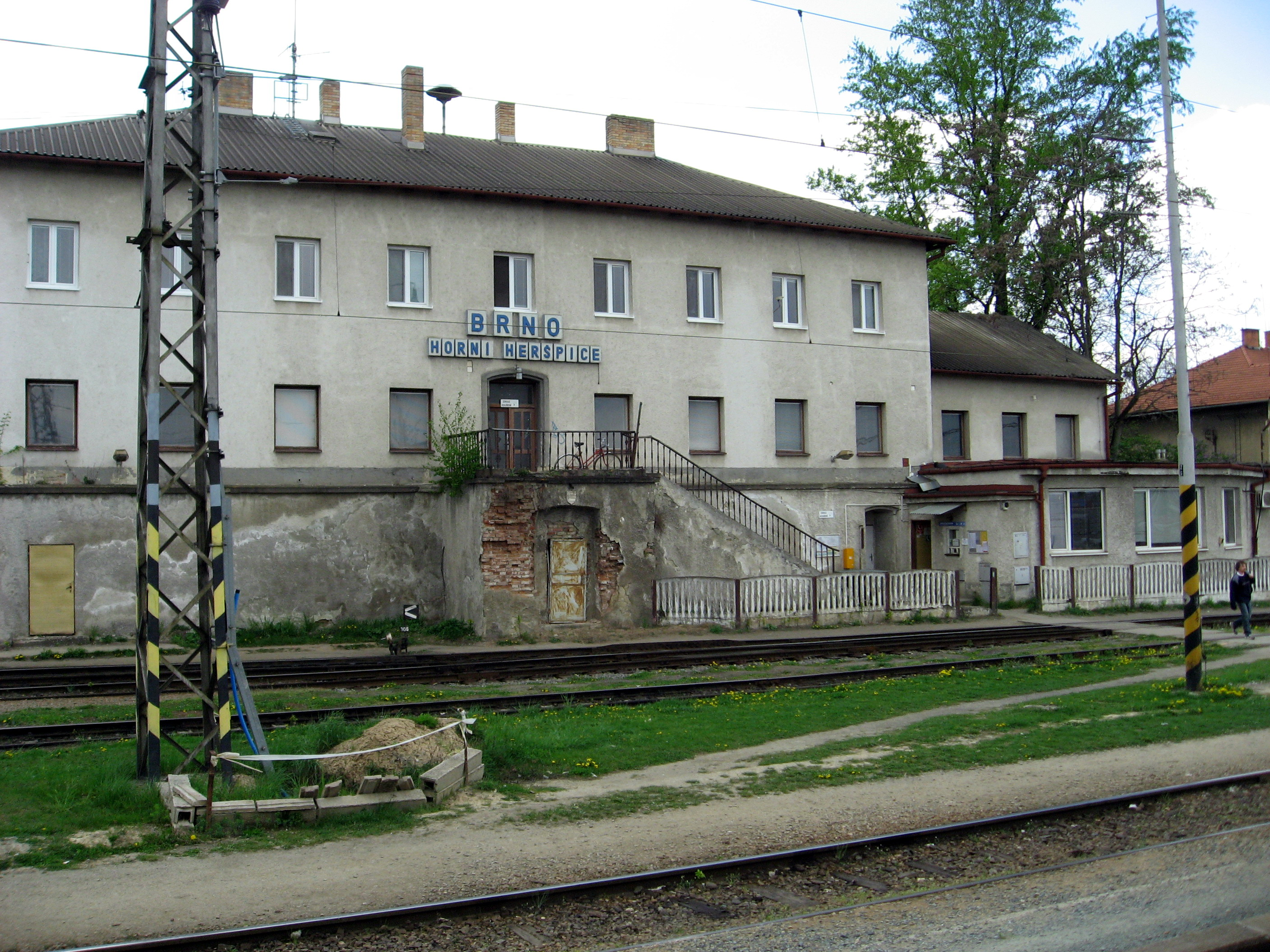
Brno-Horní Heršpice
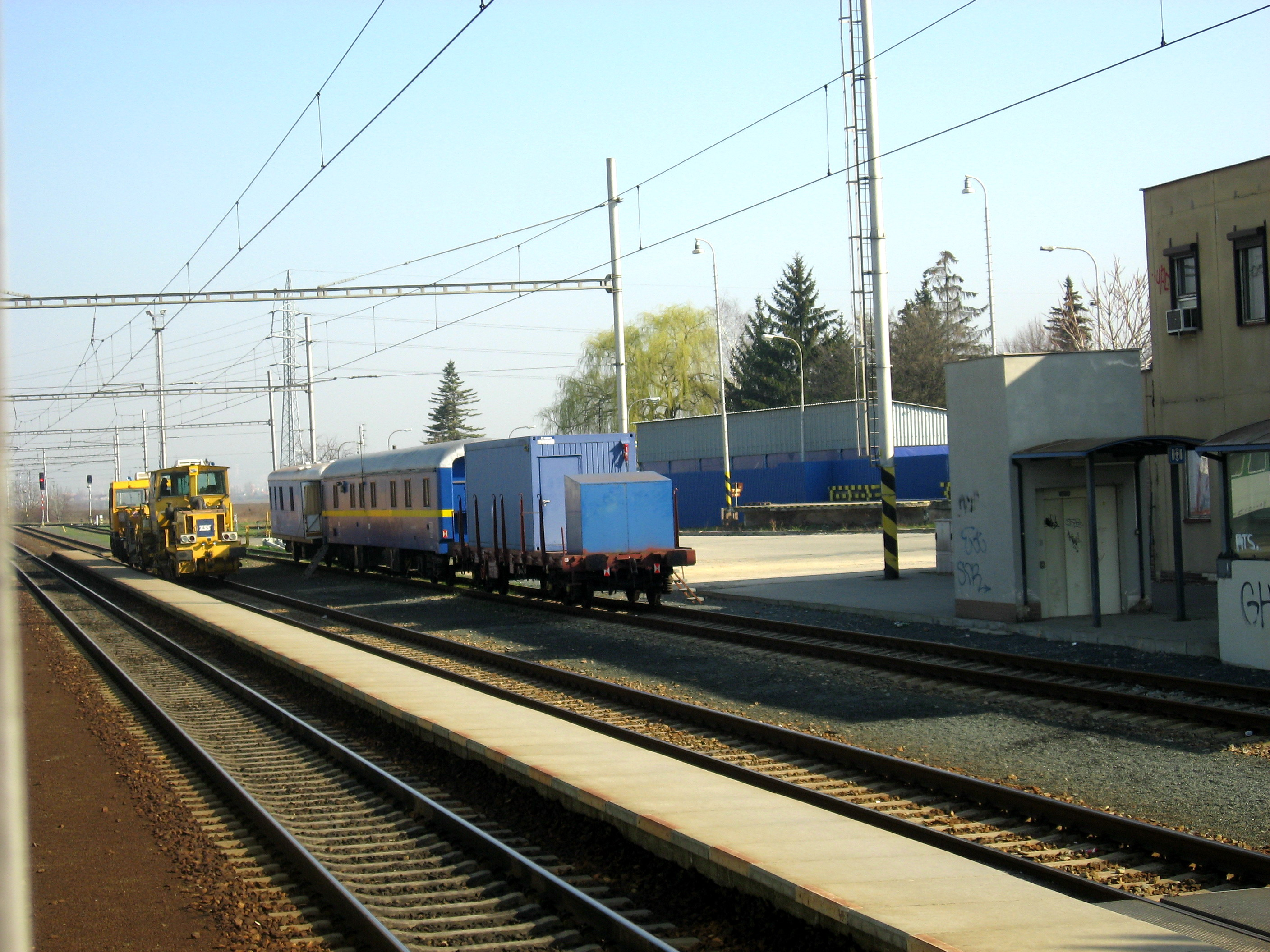
Modřice
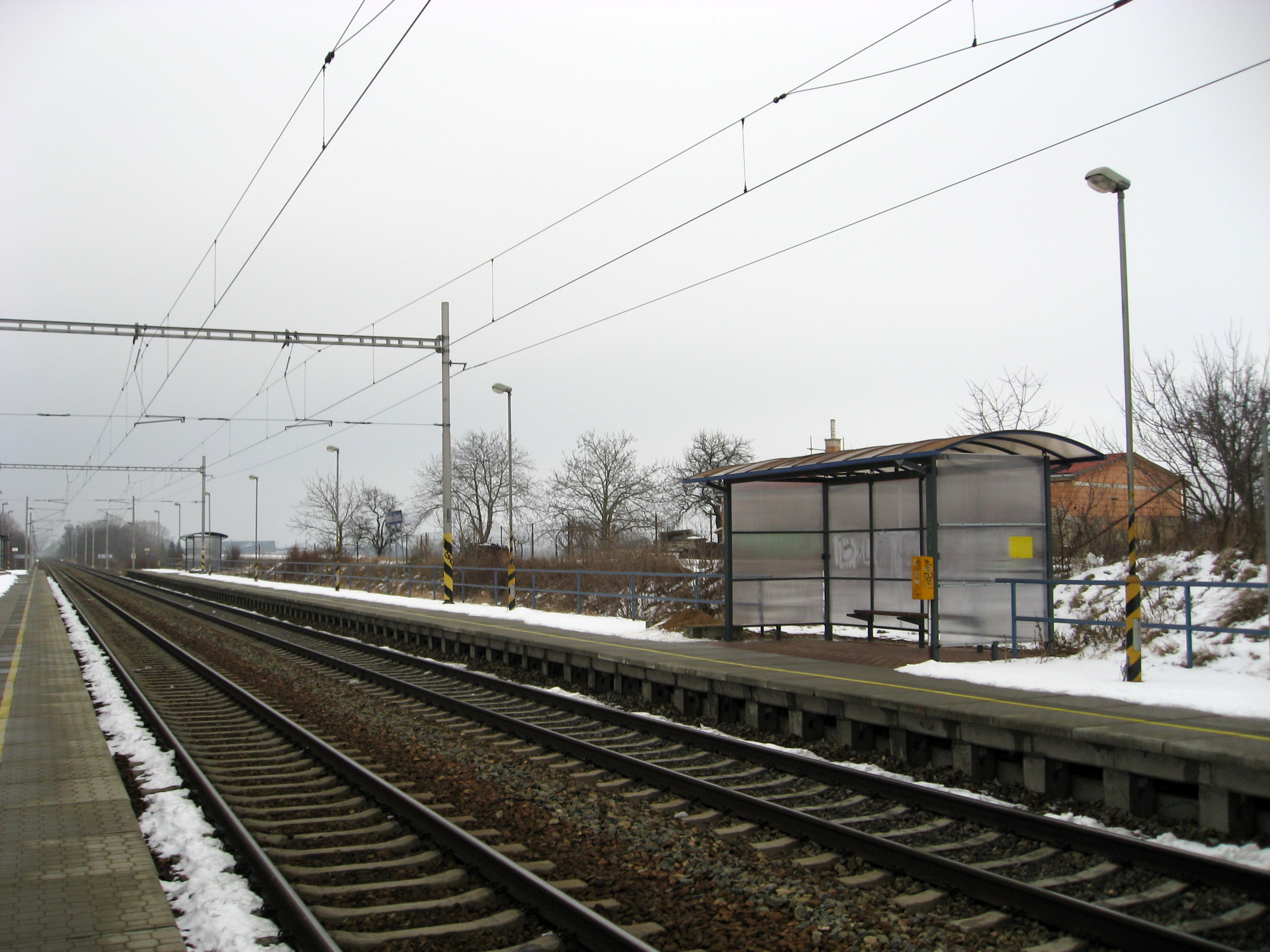
Popovice u Rajhradu
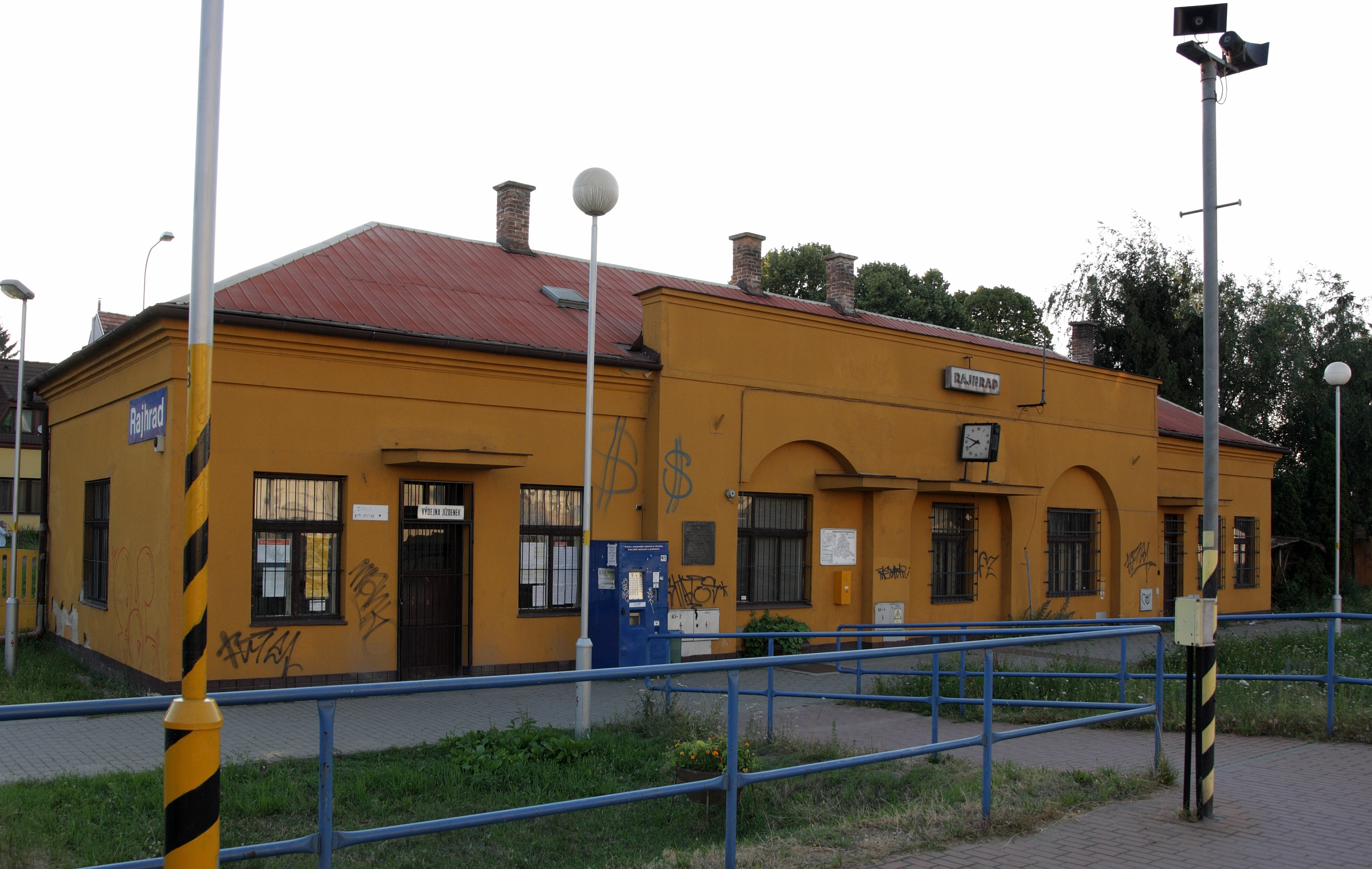
Rajhrad
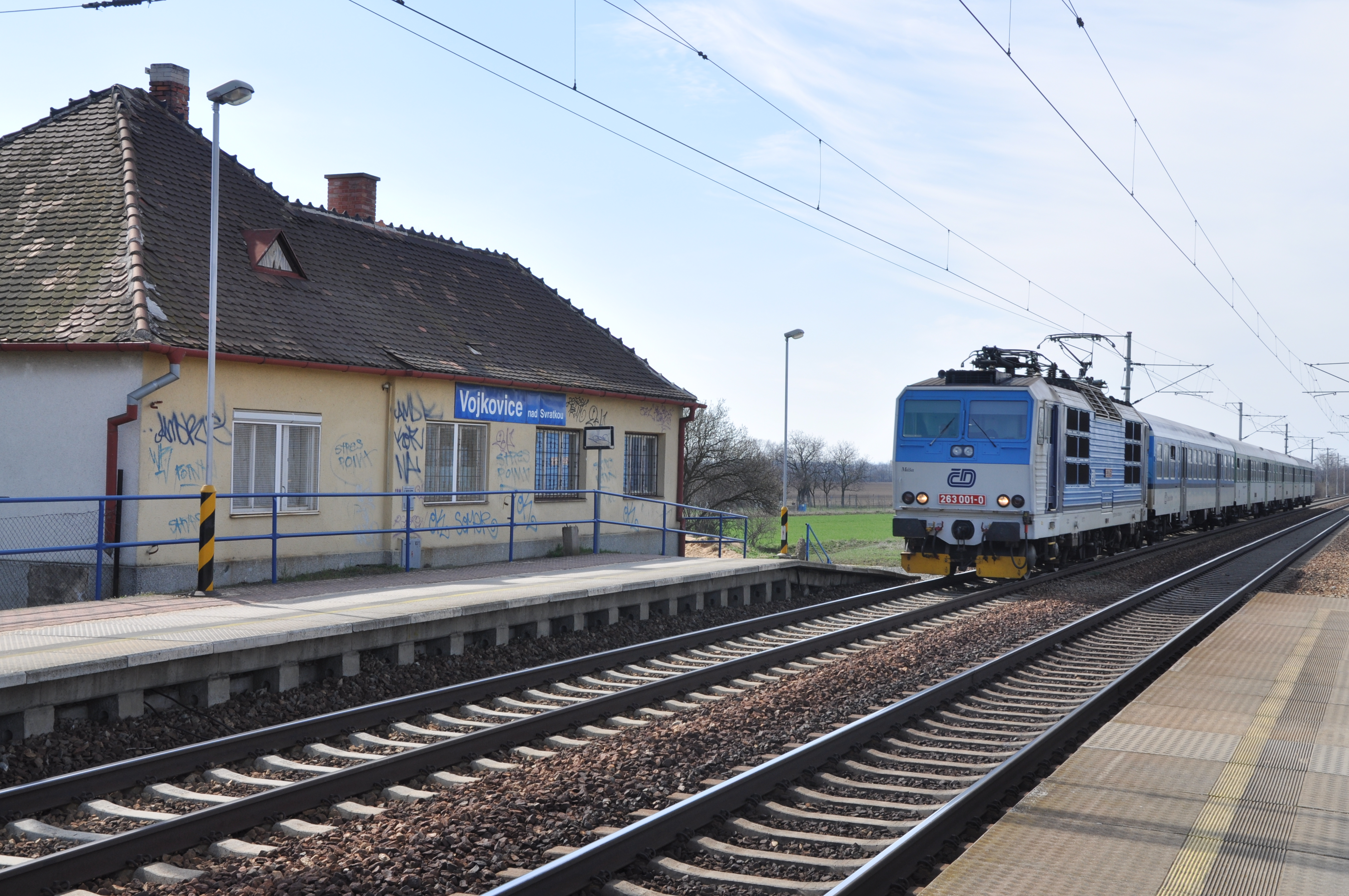
Vojkovice nad Svratkou
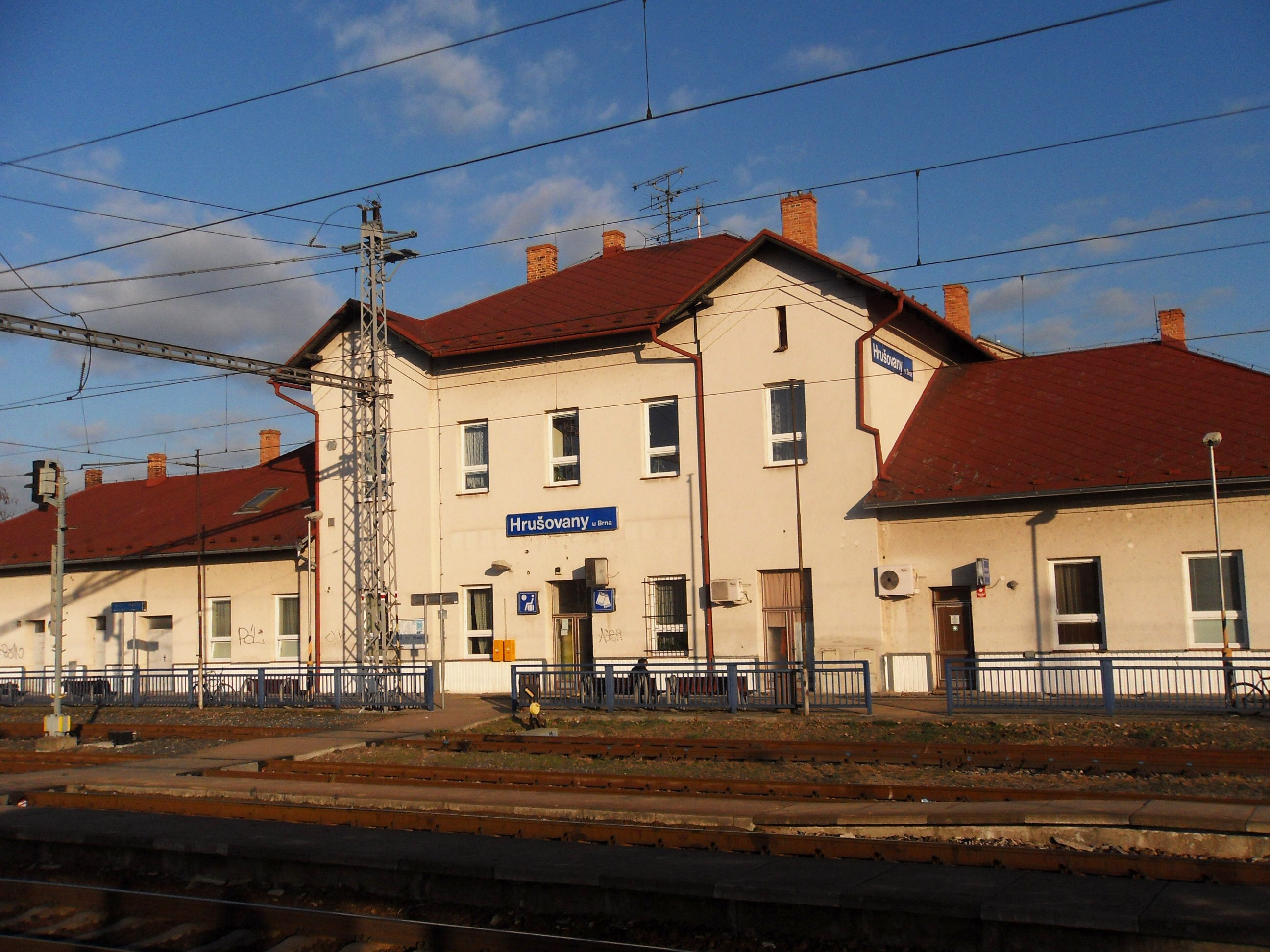
Hrušovany u Brna
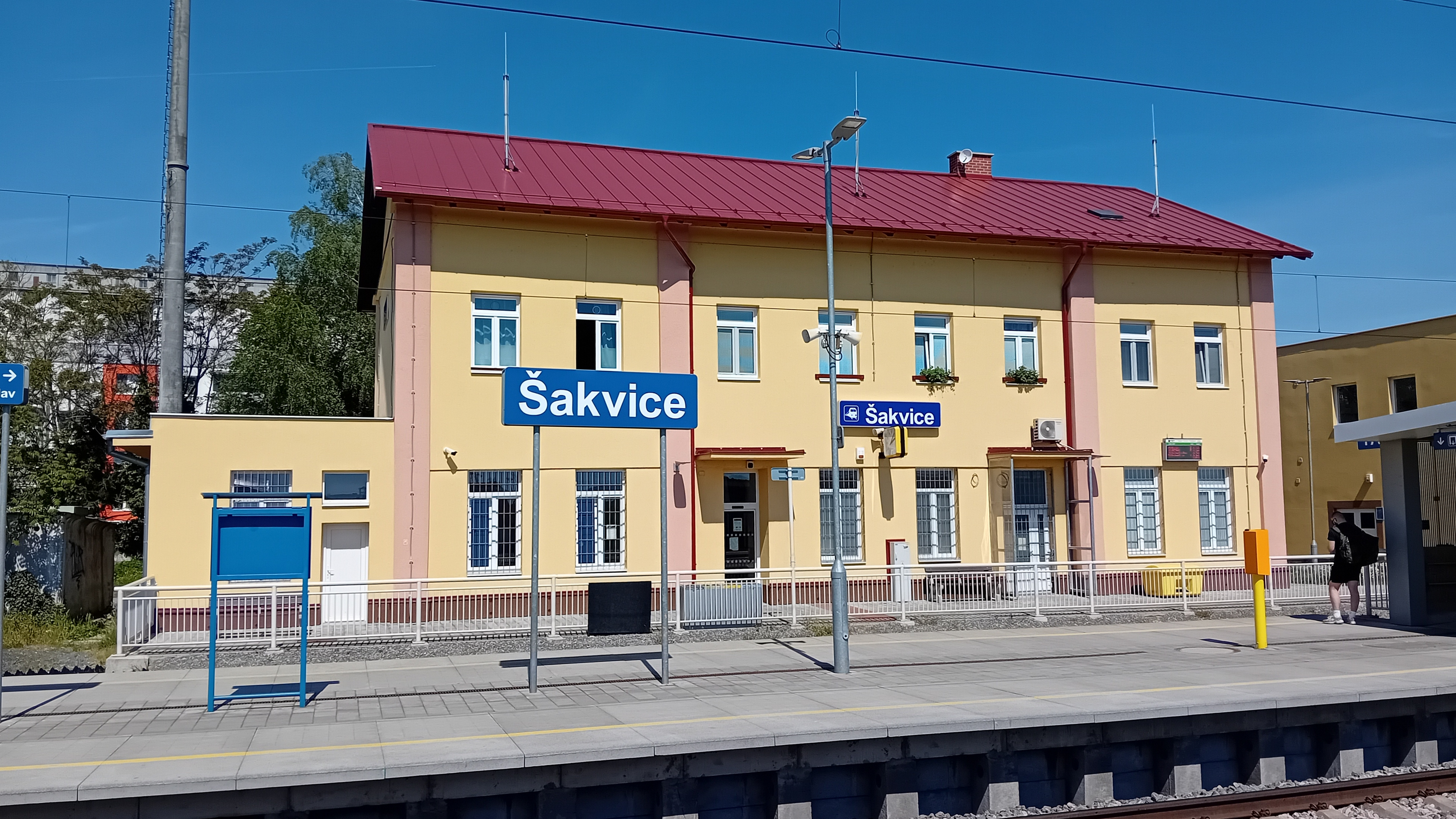
Šakvice
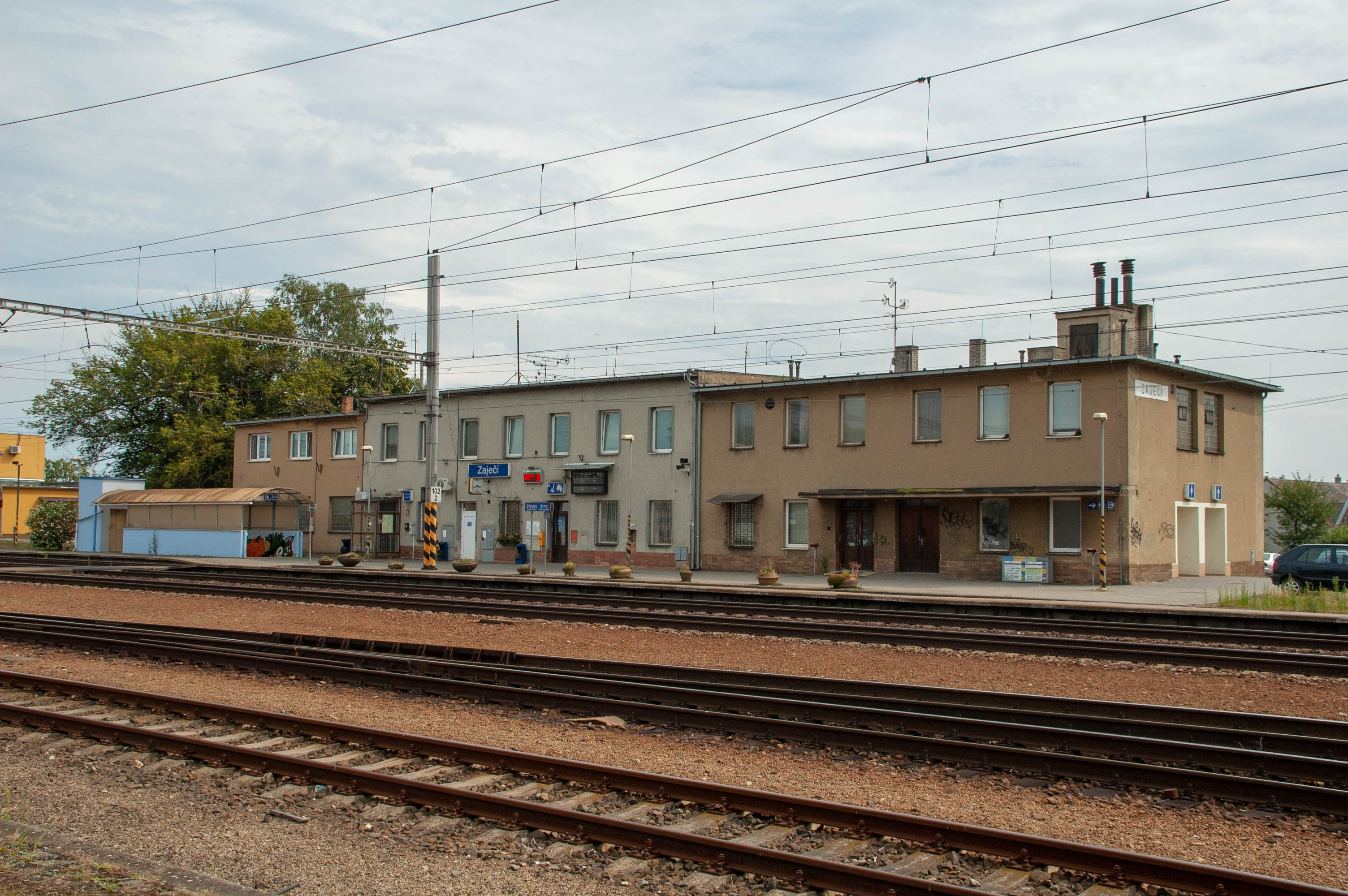
Zaječí
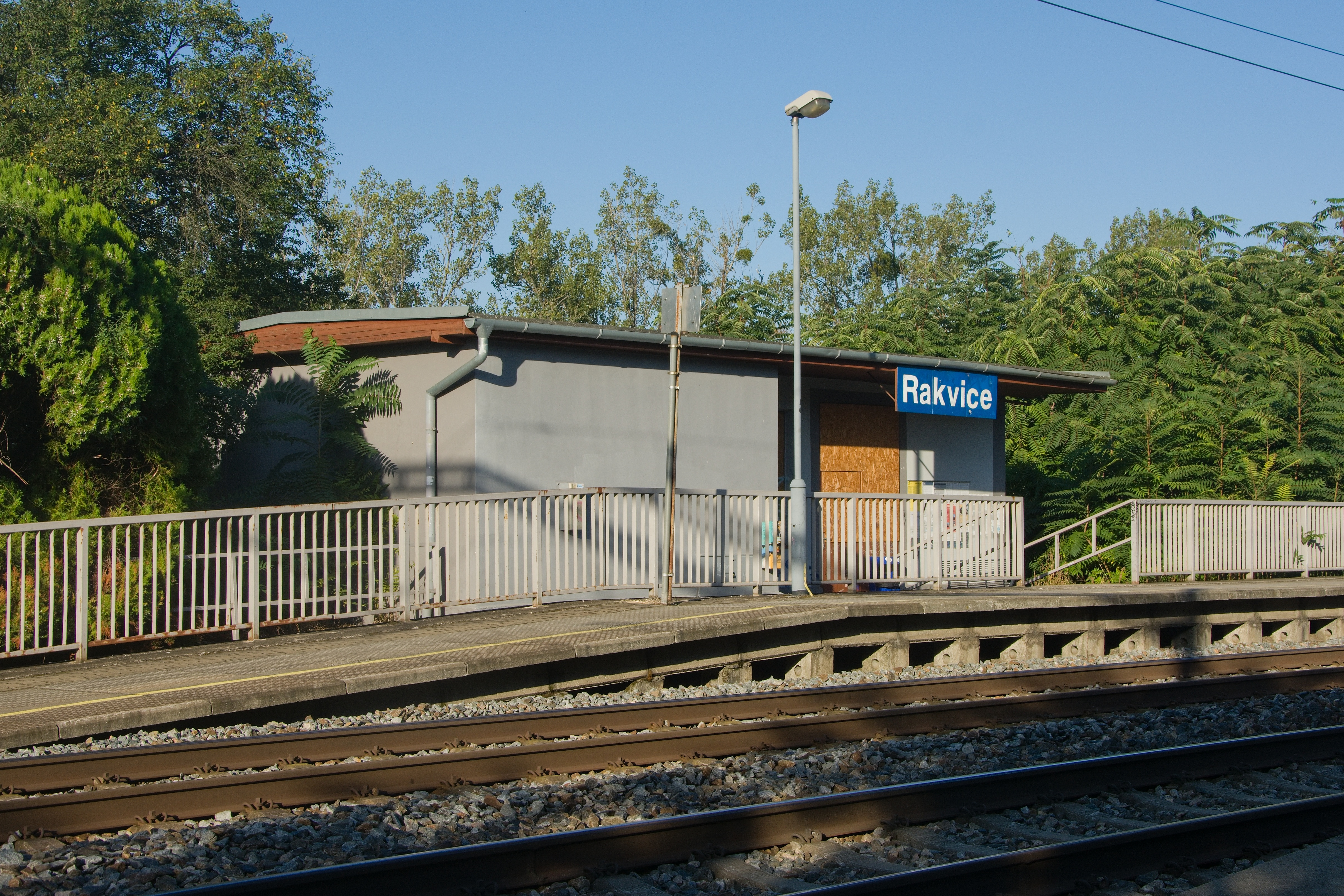
Rakvice
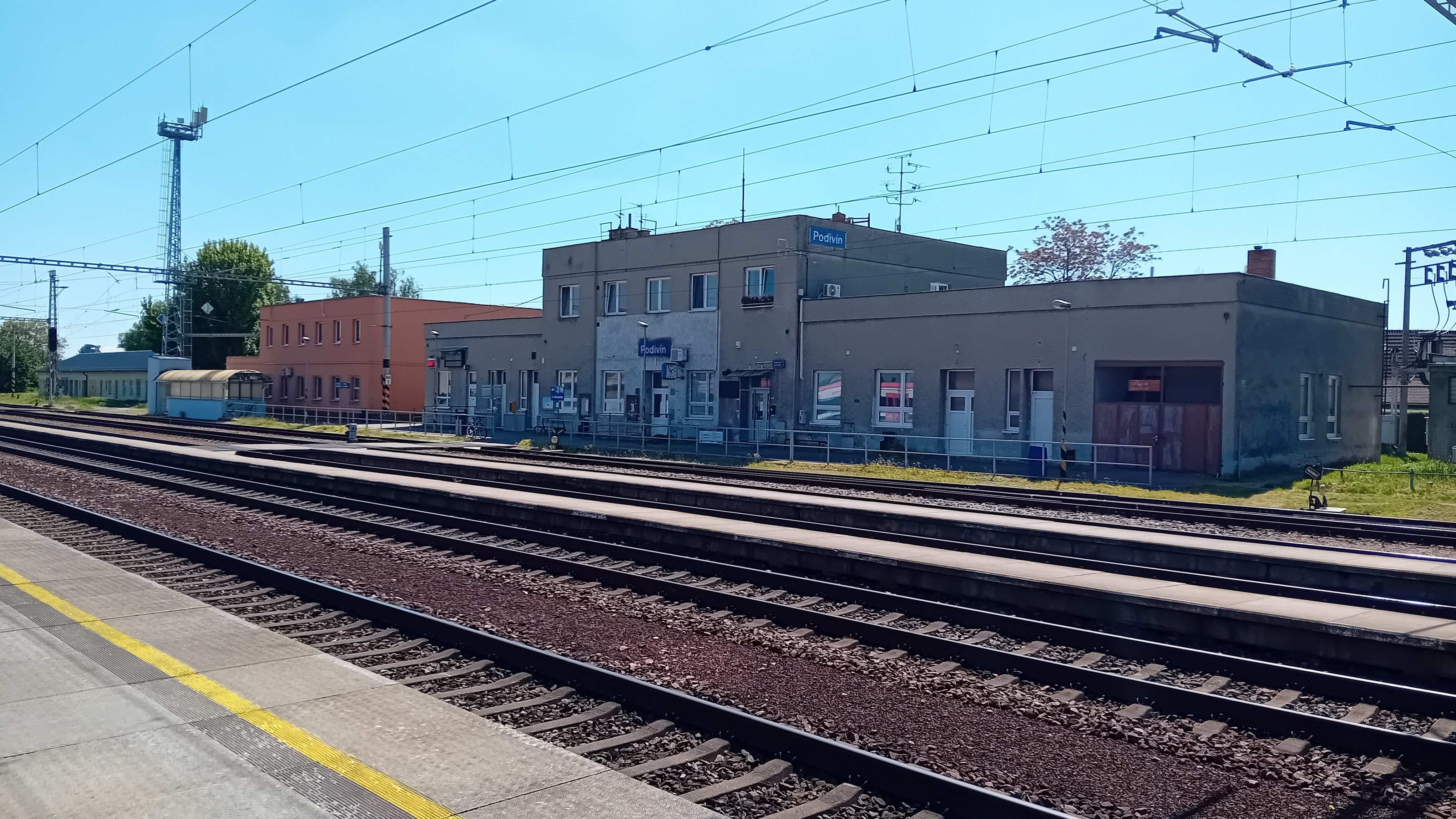
Podivín
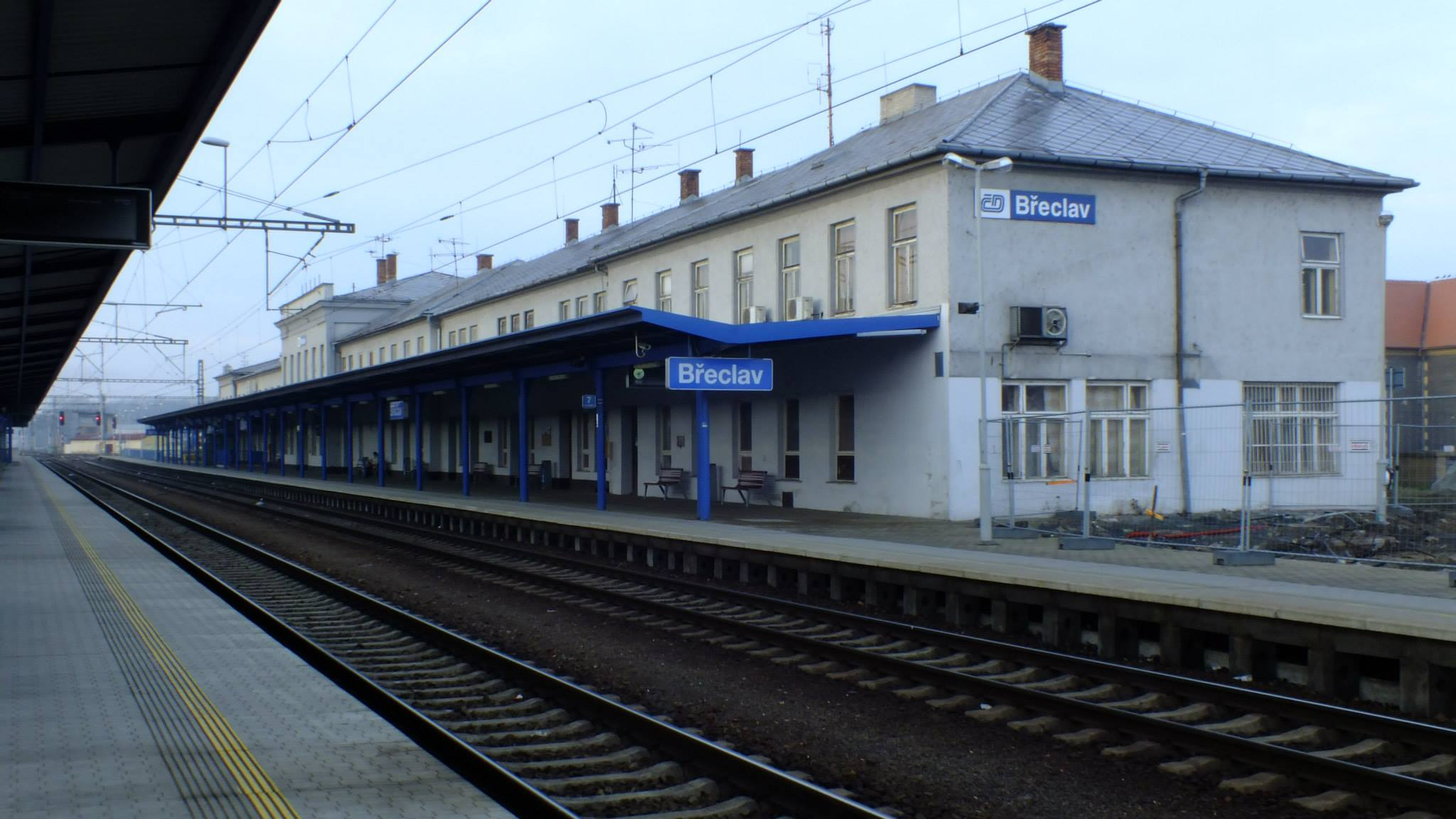
Břeclav